# باول فالنتينو
باول فالنتينو (بالفرنسية: Paul Valentino) هو سياسي فرنسي، ولد في 9 يونيو 1902 في بوانت-آه-بيتر في فرنسا، وتوفي بنفس المكان في 15 مارس 1988. حزبياً، نشط في اتحاد الديمقراطيين من أجل الجمهورية وFrench Section of the Workers' International ‏. وقد انتخب رئيس بلدية ‏ وانتخب نائب فرنسي عن دائرة Guadeloupe's 1st constituency ‏ خلال فترته النيابية ‏ (3 أبريل 1967 – 30 مايو 1968).